# Карача
Карача, карачибек, карачи-бей— один из высших феодальных титулов у некоторых тюркских народов в XV—XVIII веках. Соответствовал титулу «визирь» на Ближнем и Среднем Востоке.
Титул «карача» жаловался ханами в Крымском ханстве, Сибирском ханстве, Большой Ногайской орде и других высшим сановникам, принадлежавшим к наиболее знатным, влиятельным и могущественным родам, имевшим собственные улусы, как правило — родственникам ханской семьи.